# Bola de fuego (película)
Bola de fuego (Ball of Fire ) es una película estadounidense de 1941 del género de comedia dirigida por Howard Hawks y con Gary Cooper y Barbara Stanwyck como actores principales. La película tuvo cuatro candidaturas a los Óscar
La película es un clásico de la comedia estadounidense producida por Samuel Goldwyn. El guion fue escrito por Charles Brackett y Billy Wilder a partir de un cuento escrito por Thomas Monroe y Wilder cuando aún estaba este en Europa y que se basaba en parte en el famoso de Blancanieves. Los mismos siete profesores se basan en los siete enanitos de la película de Disney. 
Si esta comedia resulta una de las menos humorísticas de Hawks es por la influencia de Brackett y Wilder, que aporta una carga de cinismo que a veces se enfrenta a las tendencias más ligeras propias del director.
El argumento, bastante típico de Wilder y Brackett en aquella época en la que se escribió - Ninotchka (1939), de Ernst Lubitsch, era bastante similar, solo que en esa película la revolucionada era la propia visitante ante las delicias de un maravilloso París -, en las manos de Hawks se convierte en un ejercicio de precisión narrativa y de elegancia.
Barbara Stanwyck, una de las grandes damas interpretativas del Hollywood clásico, fue candidata al Oscar por su papel de chica de cabaret malintencionada y posteriormente arrepentida. Sus momentos musicales (doblada en la voz) son espectaculares. Gary Cooper también destaca en un papel poco usual en su larga carrera. Su papel es aquí más cercano al de Rock Hudson en Su juego favorito (1965) que los que interpretó Cary Grant en otras comedias de Hawks. La película era la segunda que juntaba a Cooper y Stanwyck, en 1941 después de Juan Nadie.
En Bola de fuego interviene, entre otros músicos, el baterista de jazz Gene Krupa.
Bola de fuego tendría un remake musical y en color: A Song Is Born, película realizada en 1948 por el propio Hawks e interpretada por Danny Kaye y Virginia Mayo.

## Sinopsis
Gracias a la donación de un cuarto de millón de dólares, un grupo de profesores estrafalarios, todos solteros a excepción de uno que es viudo, trabajan en la elaboración de una enciclopedia del saber humano. Cuando el trabajo se encuentra en una fase bastante avanzada, reciben la visita sorpresa de la bailarina de cabaret Sugarpuss O'Shea (Barbara Stanwyck), requerida por el profesor Bertram Potts (Gary Cooper), que está haciendo un estudio de la jerga callejera. Ella acepta formar parte del estudio pero en realidad se está escondiendo de la policía, que la busca para testificar en contra de su futuro marido: el mafioso Joe Lilac (Dana Andrews). Todo ello les hace replantearse su trabajo al darse cuenta de que viven de espaldas al mundo real.
La frase (de Barbara Stanwyck a Gary Cooper): "Le quiero porque es la clase de tipo que se emborracha con un vaso de leche".

## Reparto

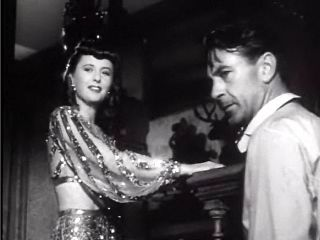
Barbara Stanwyck y Gary Cooper en un fotograma del reclamo.

- Gary Cooper: Profesor Bertram Potts
- Barbara Stanwyck: Katherine "Sugarpuss" O'Shea
- Oskar Homolka: Prof. Gurkakoff
- Henry Travers: Prof. Jerome
- S.Z. Sakall: Prof. Magenbruch
- Tully Marshall: Prof. Robinson
- Leonid Kinskey: Prof. Quintana
- Richard Haydn: Prof. Oddley
- Aubrey Mather: Prof. Peagram
- Dana Andrews: Joe Lilac
- Dan Duryea: Duke Pastrami, uno de los secuaces de Lilac
- Ralph Peters: Asthma Anderson, el otro secuaz de Lilac
- Kathleen Howard: Señora Bragg, el ama de llaves
- Mary Field: Señorita Totten, la mecenas
- Charles Lane: Larsen, asistente de la Señorita Totten
- Charles Arnt: McNeary, abogado de Lilac
- Elisha Cook: Camarero de un local nocturno

## Premios

### Óscar 1941
| Categoría                     | Persona                       | Resultado |
| ----------------------------- | ----------------------------- | --------- |
| Óscar a la mejor actriz       | Barbara Stanwyck              | Nominada  |
| Óscar a la mejor banda sonora | Alfred Newman                 | Nominado  |
| Óscar al mejor argumento      | Charles Brackett Billy Wilder | Nominados |
| Óscar al mejor sonido         | Thomas Moulton                | Nominado  |